# Gannett Company
Gannett Company, Inc. (рус. «Ганнетт», NYSE: GCI) — американский медиахолдинг, штаб-квартира которого расположена в Тайсонс-Корнер, штат Виргиния, США. Является крупнейшим издательством в США по ежедневному тиражу.

## Структура собственности
Компании принадлежат такие общенациональные газеты, как USA Today и USA Weekend. Среди крупных местных газет ей принадлежат The Arizona Republic, The Indianapolis Star, The Cincinnati Enquirer, The Tennessean, The Courier-Journal, Democrat and Chronicle, The Des Moines Register, Detroit Free Press и The News-Press. Gannett Company также принадлежат 23 телевизионные станции, а также крупные доли акций в таких компаниях, как PointRoll, BNQT Media Group, Planet Discover, Ripple6 и ShopLocal. В начале XXI века издательский дом выпускал около сотни ежедневных газет. В 2019 году произошло объединение с New Media Investment Group, и под контроль холдинга перешло уже 260 изданий. Офисы расположены 45 штатах США.

## История
Gannett Company была основана в 1923 году Фрэнком Ганнеттом в Рочестере, штат Нью-Йорк, как результат развития газетного бизнеса, который он основал в 1906 году в Элмайре. Gannett Company получила известность, покупая маленькие независимые газеты и развивая их в крупные издания. В 1979 году ей принадлежало уже 79 газет.
Штаб-квартира компании находилась в Рочестере до 1986 года, после чего переехала в округ Арлингтон, штат Виргиния. Здание бывшей штаб-квартиры в Рочестере, Gannett Building, было помещено в Национальный реестр исторических мест в 1985 году. Старейшей газетой компании является Star-Gazette. В 2001 году компания переехала в свою нынешнюю штаб-квартиру в Тайсонс-Корнер, пригород Вашингтона. В 2011 году прошел ребрендинг компании.

## Крупнейшие газеты
- USA Today — Маклин[англ.], Виргиния (тираж — 2 500 000)[7]
- The Arizona Republic — Финикс, Аризона (308 973, 14)
- Detroit Free Press — Детройт, Мичиган (245 326, 20)
- The Indianapolis Star — Индианаполис, Индиана (182 933, 32)
- The Courier-Journal[англ.] — Луисвилл, Кентукки (159 275, 42)
- The Cincinnati Enquirer[англ.] — Цинциннати, Огайо (157 574, 43)
- The Tennessean[англ.] — Нашвилл, Теннесси (127 538, 61)
- Democrat and Chronicle[англ.] — Рочестер, Нью-Йорк (119 399, 65)
- Asbury Park Press[англ.] — Нептьюн-Сити, Нью-Джерси (112 683, 68)
- The Des Moines Register[англ.] — Де-Мойн, Айова (109 095, 73)
- The News Journal[англ.] — Уилмингтон, Делавэр (87 138, 89)
- The Journal News[англ.] — Уайт-Плейнс, Нью-Йорк (79 525, 96)